# روبين فيرير
روبين فيرير (بالإسبانية: Rubén Ferrer)‏ (31 يناير 1975 في الأرجنتين - ) هو لاعب كرة قدم أرجنتيني في مركز الهجوم. لعب مع جيمناسيا لابلاتا وديفنسا خوستيكا ولوس أنديس ونادي إيميلك ونادي ماريتيمو ونويفا شيكاجو ويونيون دي سانتا في ونادي ألميرانته براون وDeportes Temuco ‏ وC.D. Técnico Universitario ‏ وسان مارتين دي سان خوان وDeportivo Madryn ‏ ونادي أتليتيكو ألدوسيفي.

## وصلات خارجية
- روبين فيرير على موقع قاعدة بيانات كرة القدم.إي يو (الإنجليزية)
- روبين فيرير على موقع Soccerway.com (الإنجليزية)